# 埃里伯斯及特勒灣
63°55′S 56°40′W / 63.917°S 56.667°W

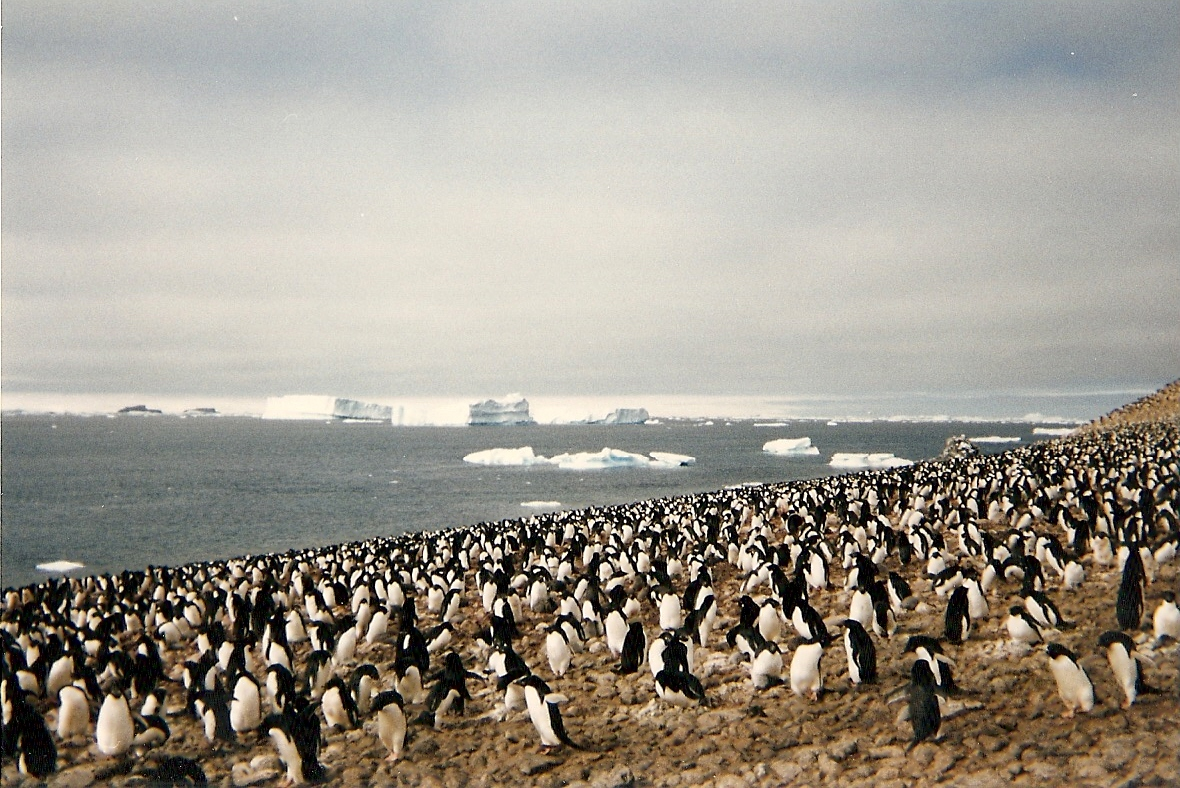

埃里伯斯及特勒灣是南極洲的海灣，位於威德爾海，東北面是茹安維爾群島，西南面是詹姆斯羅斯島群，現時由南極條約體系管理。